# شهرک هاشمیه
هاشمیه (معروف به: شهرک هاشمیه) روستایی در دهستان پسکوه بخش سده شهرستان قائنات استان خراسان جنوبی ایران است. بر پایه سرشماری عمومی نفوس و مسکن در سال ۱۳۹۰ جمعیت این روستا ۱۲۹۹ نفر (در ۳۰۳ خانوار) بوده‌است.